# Michael Barber
Michael Charles Barber SJ (ur. 13 lipca 1954 w Salt Lake City, Utah) – amerykański duchowny katolicki, jezuita, biskup Oakland od 2013.

## Życiorys
Urodził się w Salt Lake City gdy jego ojciec pracował tam w jednej z firm. Rodzina Barberów korzenie miała w San Francisco, gdzie młody Michael został ochrzczony (sakramentu chrztu udzielił mu młody kapłan John Cummins, późniejszy długoletni biskup diecezji Oakland) i dorastał. W roku 1973 wstąpił do nowicjatu jezuitów. Ukończył Gonzaga University i Uniwersytet Gregoriański w Rzymie. Święcenia kapłańskie otrzymał 8 czerwca 1985 w San Francisco z rąk abp. Johna Quinna. Od 1991 służył jako oficer w United States Naval Reserve i w roku 2012 osiągnął rangę kapitana. W latach 2002–2010 pracował jako wykładowca i ojciec duchowny seminarium duchownego archidiecezji San Francisco w Menlo Park. Od 2010 sprawował tę samą funkcję w seminarium archidiecezji bostońskiej św. Jana w Brighton.
3 maja 2013 papież Franciszek mianował go ordynariuszem Oakland. Ingres do katedry Chrystusa Światła odbył się 25 maja 2013. Tego samego dnia sakry biskupiej udzielił mu metropolita Salvatore Cordileone.